# Рудольф Брунненмаєр
Рудольф Брунненмаєр (нім. Rudolf Brunnenmeier, нар. 11 лютого 1941, Мюнхен — пом. 18 квітня 2003, Ольхінг) — німецький футболіст, що грав на позиції нападника.
Виступав, зокрема, за клуби «Мюнхен 1860» та «Ксамакс», а також національну збірну Німеччини.

## Клубна кар'єра
У дорослому футболі дебютував 1960 року виступами за команду клубу «Мюнхен 1860», в якій провів вісім сезонів, взявши участь у 207 матчах чемпіонату. Більшість часу, проведеного у складі «Мюнхена 1860», був основним гравцем атакувальної ланки команди. У складі «Мюнхена 1860» був одним з головних бомбардирів команди, маючи середню результативність на рівні 0,67 голу за гру першості. В сезоні 1964/65 забив 24 голи в Бундеслізі, ставши найрезультативнішим бомбардиром сезону. А наступного сезону став співавтором першої й єдиної перемоги цього мюнхенського клубу у німецькому чемпіонаті.
Своєю грою за цю команду привернув увагу представників тренерського штабу клубу «Ксамакс», до складу якого приєднався 1968 року. Відіграв за команду з Невшателя наступні чотири сезони своєї ігрової кар'єри. В новому клубі був серед найкращих голеодорів, відзначаючись забитим голом в середньому щонайменше у кожній третій грі чемпіонату.
Згодом з 1972 по 1977 рік грав у складі команд клубів «Цюрих», «Форарльберг» та «Брегенц».
Завершив професійну ігрову кар'єру у клубі «Бальцерс», за команду якого виступав протягом 1977—1980 років.
Помер 18 квітня 2003 року на 63-му році життя у місті Ольхінг.

## Виступи за збірну
1964 року дебютував в офіційних матчах у складі національної збірної Німеччини. Протягом кар'єри у національній команді, яка тривала усього 2 роки, провів у формі головної команди країни 5 матчів, забивши 3 голи.

## Титули і досягнення
- Чемпіон ФРН (1):

«Мюнхен 1860»: 1965–66
- Володар Кубка ФРН (1):

«Мюнхен 1860»: 1964